# Contea autonoma manciù di Fengning
La contea autonoma manciù di Fengning (丰宁满族自治县S, Fēngníng Mǎnzú ZìzhìxiànP) è una contea della Cina, situata nella provincia di Hebei e amministrata dalla prefettura di Chengde.